# 대동맥 협착
대동맥 협착(大動脈狹窄, Coarctation of the aorta, aortic narrowing, CoA, CoAo) 또는 대동맥 축착(大動脈縮窄)은 대동맥이 좁아지는 선천성 질병으로, 동맥관 삽입 부위에서 보통 발생한다.

## 분류
대동맥 협착은 세 종류가 있다:
- 유아형 협착(관전형, preductal coarctation): 협착이 동맥관에 근접해 있다. 터너 증후군 유아의 약 5%에서 볼 수 있는 형태이다.[4][5]
- 관형성 협착(Ductal coarctation)
- 성인형 협착(관후형, postductal coarctation)

## 증상
협착은 여성에 비해 남성에게 약 2배 더 일반적이다. 또, 터너증후군이 있는 여성에게 흔히 볼 수 있다.
가벼운 협착의 경우 증상은 없을 수 있다. 증상이 있을 경우, 다음을 포함한다: 호흡 곤란, 식욕 부진, 성장 미숙. 추후 어린이들은 혈류 및 심장비대 문제와 관련된 증상으로 발전할 수 있다.

## 진단
의학 영상을 사용하여 갈비뼈의 아랫부분이 흡수되는 모습이 보일 수 있는데, 이는 그 부위의 신경혈관다발에 혈액이 과도하게 유입되기 때문이다.
대동맥 협착증은 자기공명혈관조영법을 사용하면 정확하게 진단이 가능하다. 10대나 성인의 경우 보통 심초음파검사로 결정을 내리지는 않는다.

## 예방
협착증은 일반적으로 출생 시 존재하기 때문에 예방이 불가능하다.

## 치료
증상이 없는 치료는 가능한 하지 않지만, 동맥성 고혈압이 있을 경우 수술을 통한 절제가 필요할 수 있다. 협착 치료를 위한 최초의 수술은 1944년 스웨덴의 Clarence Crafoord에 의해 수행되었다.